# 吴鸿宾
吴鸿宾（1903年2月—1988年2月3日），原名吴鸿顺，字彤斋，男，回族，甘肃天水人，中国近代政治人物。

## 生平
吴鸿宾于1923年考入北平大学，1926年加入中国共产党。此后曾任中共北平西城区区委书记、中共北平大学法学院支部书记。1929年毕业后，前往延安中学任教。1930年起任职于中共中央军委特科。1932年出任中共甘宁青特委书记。此后担任过杨虎城秘书，并在西安成立了甘宁青抗日救国会。抗日战争爆发后，于1937年10月任中共甘肃省工作委员会委员，还协助谢觉哉组建八路军驻兰办事处。后又发起成立兰州市回民教育促进会。1945年加入中国民主同盟，次年任民盟甘肃省支部主任委员。
中华人民共和国成立后，于1949年至1958年间出任兰州市市长。他还曾任国家民族事务委员会委员，西北军政委员会委员，甘肃行署第二副主任，民盟甘肃省第四至七届委员会主任委员，第一、三届全国人大代表，第一至六届全国政协常委，甘肃省人大常委会副主任，甘肃省政协副主席等职。1988年在兰州逝世。